# Miguel Ángel Orozco Deza

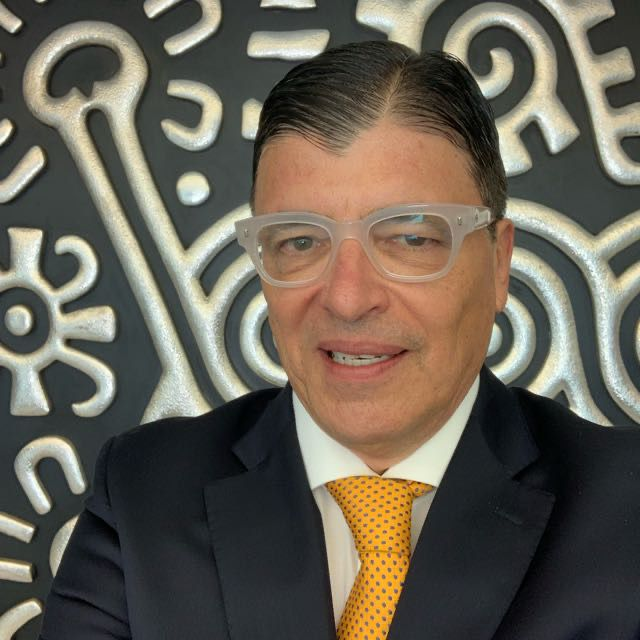
Miguel Ángel Orozco Deza

Miguel Ángel Orozco Deza (* 1953 in Chihuahua) ist ein mexikanischer Botschafter.

## Leben
1991 war Dr. Miguel Ángel Orozco Deza parlamentarischer Staatssekretär der Partido Revolucionario Institucional im Secretaría de Relaciones Exteriores und referierte über das Thema: Perfil de una Voluntad Trilateral México-Estados Unidos y Canadá.

## Der Geist von NAFTA
Im Rahmen der Ratifikation des Nordamerikanischen Freihandelsabkommens war Miguel Ángel Orozco Deza, Vertreter des National Administrative Office, welches die Deregulierungen des NAFTA in die Arbeitsgesetze von Mexiko implementierte. Gegenüber Irasema T. Garza, erklärte Orozco am 7. Februar 1995, dass seine Behörde öffentliche Anhörungen, als nicht konsistent mit dem Geist der Zusammenarbeit der North American Agreement on Labor Cooperation (NAALC) betrachtet.
Miguel Ángel Orozco Deza ist mit Amtssitz in Kairo auch bei den Regierungen in Amman und Damaskus und Khartum akkreditiert.

## Veröffentlichungen
- Siglo XXI: frontera ecológica, 163 S., 1991
- El municipio mexicano en el tercer milenio, 198 S., 2000

| Vorgänger                 | Amt                                                      | Nachfolger                     |
| ------------------------- | -------------------------------------------------------- | ------------------------------ |
| Héctor Cárdenas Rodríguez | Mexikanischer Botschafter in Kairo Februar 2002 bis 2006 | Jaime Virgilio Nualart Sánchez |